# Anders Lind (politiker)
Anders Petter Lind, i Kustorp, född 19 april 1828 i Tanums socken, Göteborgs och Bohus län, död 8 maj 1888 i Stockholm, riksdagsman och hemmansägare. 
Lind härstammade från en gammal riksdagsmanssläkt och tillhörde andra kammaren riksdagarna 1876-87 (jan.) och 1888 som riksdagsman för Norrvikens domsaga av Göteborgs och Bohus län. Härunder var han ledamot av tillfälliga utskott 1878, 1879, 1881 och 1884, suppleant i bevillningsutskottet 1885-87 (jan.) och 1883 ledamot av lagutskottet. 
Genom frispråkighet och i vissa avseenden ganska radikala åsikter rätt bemärkt, var han särskilt i apanage- och anslagsfrågor icke sällan en tolk för den allmänna uppfattningen bland sina partikamrater. Bland hans motioner väckte den flera gånger upprepade om biskops- och landshövdingeämbetenas indragning ett visst uppseende. 